# Daniel Kalenga
Daniel Kalenga (* 1965) ist ein Politiker in Sambia.
Daniel Kalenga wurde bei den Wahlen in Sambia 2006 für das Movement for Multi-Party Democracy im Wahlkreis Kabompo-West in die Nationalversammlung gewählt. Er lebt auch in diesem Bezirk und arbeitet dort als Geschäftsmann. Bei den Wahlen 2001 war er für die United Party for National Development angetreten, unterlag und erreichte dennoch einen Sitz als Unabhängiger in der Nationalversammlung. Schon bei den Wahlen 1996 konnte er als Unabhängiger ein Mandat erringen.
| Personendaten    | Personendaten                                                                                   |
| ---------------- | ----------------------------------------------------------------------------------------------- |
| NAME             | Kalenga, Daniel                                                                                 |
| KURZBESCHREIBUNG | sambischer Politiker, stellvertretender Minister für Landwirtschaft und Kooperativen von Sambia |
| GEBURTSDATUM     | 1965                                                                                            |